# Itō (Familienname)
Itō (üblicherweise 伊藤) oder Itoh ist ein japanischer Familienname.

## Namensträger

### A
- Akira Itō (* 1972), japanischer Fußballspieler
- Aoi Itō (* 2004), japanische Tennisspielerin
- Atsuki Itō (* 1998), japanischer Fußballspieler
- Atsushi Itō, eigentlicher Name von Matsubayashi Keigetsu (1876–1963), japanischer Maler
- Atsushi Ito (Ringer) (* 1964), japanischer Ringer
- Atsushi Ito (Skirennläufer), japanischer Skirennläufer
- Atsushi Itō (Animator), japanischer Animator
- Atsushi Itō (Schauspieler) (* 1983), japanischer Schauspieler
- Atsushi Itō (Fußballspieler) (* 1983), japanischer Fußballspieler
- Atsushi Ito (Idol Talent) (* 2009), japanisches Idol-Talent
- Ayasa Itō (* 1996), japanische Seiyū
- Ayuko Itō (* 1986), japanische Shorttrackerin

### C
- Chieko Itō (* 1954), japanische Eisschnellläuferin
- Itō Chūta (1867–1954), japanischer Architekt

### D
- Daiki Itō (* 1985), japanischer Skispringer
- Itō Daisuke (1898–1981), japanischer Drehbuchautor und Filmregisseur
- Daisuke Itō (Rennfahrer) (* 1975), japanischer Rennfahrer
- Daisuke Itō (Fußballspieler) (* 1987), japanischer Fußballspieler
- Dan Itō (* 1975), japanischer Fußballspieler

### E
- Emi Itō (geb. Hideyo Itō; * 1941), japanische Sängerin, siehe The Peanuts
- Itō Einosuke (1903–1959), japanischer Schriftsteller

### F
- Fujio Itō (* 1945), japanischer Radrennfahrer

### G
- Itō Gemboku (1801–1871), japanischer Mediziner
- Genta Itō (* 2000), japanischer Fußballspieler
- Gō Itō (* 1994), japanischer Fußballspieler
- Gōshi Itō (* 1992), japanischer Eishockeyspieler

### H
- Itō Hakudai (1896–1932), japanischer Maler
- Itō Hirobumi (1841–1909), japanischer Politiker
- Hanae Itō (* 1985), japanische Schwimmerin
- Hiroki Itō (Fußballspieler, 1978) (* 1978), japanischer Fußballspieler
- Hiroki Itō (Fußballspieler, 1999) (* 1999), japanischer Fußballspieler
- Hiromi Itō (* 1955), japanische Schriftstellerin

### I
- Itchō Itō (1945–2007), japanischer Politiker

### J
- Itō Jakuchū (1716–1800), japanischer Maler
- Jerry Itō (1927–2007), japanischer Sänger und Schauspieler
- Itō Jinsai (1627–1705), japanischer Philosoph
- Jōichi Itō (* 1966), US-amerikanischer Finanzmanager
- Junichi Itō († 2012), japanischer Manager
- Junji Itō (* 1963), japanischer Manga-Zeichner
- Jun’ya Itō (* 1993), japanischer Fußballspieler
- Jun’ya Itō (Fußballspieler, 1998) (* 1998), japanischer Fußballspieler

### K
- Kana Itō (* 1985), japanische Badmintonspielerin
- Kanae Itō (* 1986), japanische Synchronsprecherin und Sängerin
- Kanako Itō (* 1983), japanische Fußballspielerin
- Kazue Itō (Erziehungswissenschaftler) (1911–1989), japanischer Erziehungswissenschaftler und Hochschullehrer
- Kazue Itō (Grafikerin), japanische Grafikerin und Filmdesignerin
- Kazue Itō (Softballspielerin) (* 1977), japanische Softballspielerin
- Kazuki Itō (* 1987), japanischer Fußballspieler
- Kazuko Ito, Ehename von Kazuko Yamaizumi (1935–2024), japanische Tischtennisspielerin
- Kazuko Ito (Tennisspielerin) (* 1963), japanische Tennisspielerin
- Kazuyuki Itō (* 1951), japanischer Astronom
- Itō Keiichi (1917–2016), japanischer Schriftsteller
- Itō Keisuke (Botaniker) (1803–1901), japanischer Botaniker
- Keisuke Itō (Schwimmer) (1943–2006), japanischer Schwimmer
- Keisuke Itō (Komponist) (* 1975), japanischer Videospielkomponist
- Keisuke Itō (Fußballspieler) (* 2001), japanischer Fußballspieler
- Kenji Itō (* 1976), japanischer Fußballspieler
- Kenshirō Itō (* 1990), japanischer Skispringer
- Kenta Itō (* 1999), japanischer Fußballspieler
- Kimiko Itō (* 1946), japanische Jazzsängerin
- Kiyomi Itō (* 1979), japanischer Eisschnellläufer
- Itō Kiyonaga (1911–2001), japanischer Maler
- Itō Kiyoshi (1915–2008), japanischer Mathematiker
- Kiyoshi Itō (Kameramann), japanischer Kameramann
- Kōichirō Itō, japanischer Filmproduzent
- Kōji Itō (* 1970), japanischer Sprinter
- Kunimitsu Itō (* 1955), japanischer Langstreckenläufer

### L
- Lance Ito (* 1950), US-amerikanischer Jurist und Richter
- Lauren Ito, US-amerikanische Filmproduzentin

### M
- Mai Itō (* 1984), japanische Marathonläuferin
- Makiko Itō (* 1973), japanische Marathonläuferin
- Makito Itō (* 1992), japanischer Fußballspieler
- Makoto Itoh (1936–2023), japanischer Ökonom
- Makoto Ito (Fußballspieler) (* 2000), japanischer Fußballspieler
- Mancio Ito (Itō Mansho; 1570–1612), japanischer Adliger und Diplomat
- Masakazu Itō (* 1988), japanischer Radrennfahrer
- Itō Masami (1919–2010), japanischer Rechtsgelehrter
- Masamitsu Itō (* 1998), japanischer Skispringer
- Itō Masanori (1889–1962), japanischer Journalist und Autor
- Masao Itō (1928–2018), japanischer Neurowissenschaftler
- Itō Masatoshi (1924–2023), japanischer Unternehmer
- Masatoshi Itō (* 1978), japanischer Eishockeyspieler
- Itō Masayoshi (1915–1994), japanischer Politiker
- Masayuki Ito (* 1991), japanischer Boxer
- Masumi Itō (* 1957), japanische Sängerin, Komponistin und Sprecherin
- Itō Michio (1893–1961), japanischer Tänzer und Choreograf
- Midori Itō (* 1969), japanische Eiskunstläuferin
- Miki Itō (Synchronsprecherin) (* 1962), japanische Synchronsprecherin
- Miki Itō (Freestyle-Skierin) (* 1987), japanische Freestyle-Skierin
- Mima Itō (* 2000), japanische Tischtennisspielerin
- Minoru Itō (Sportschütze) (* 1941), japanischer Sportschütze
- Minoru Itō (Eishockeyspieler) (* 1948), japanischer Eishockeyspieler
- Misaki Itō (* 1977), japanische Schauspielerin
- Itō Miyoji (1857–1934), japanischer Politiker

### N
- Naoji Itō (* 1959), japanischer Fußballspieler und -trainer
- Naoto Itō (* 1969), japanischer Skispringer
- Narihiko Itô (1931–2017), japanischer Politikwissenschaftler
- Itō Noe (1895–1923), japanische Anarchistin und Feministin
- Noriko Itō, Geburtsname von Noriko Hidaka  (* 1962), japanische Schauspielerin, Sängerin und Synchronsprecherin

### P
- Project Itoh (1974–2009), japanischer Schriftsteller

### R
- Itō Ren (1898–1983), japanischer Maler
- Rikuya Itō (* 1998), japanischer Sprinter
- Robert Ito (* 1931), kanadischer Schauspieler
- Ryoma Itō (* 1999), japanischer Fußballspieler
- Ryōtarō Itō (* 1998), japanischer Fußballspieler
- Ryūji Itō (* 1990), japanischer Fußballspieler

### S
- Itō Sachio (1864–1913), japanischer Schriftsteller
- Itō Sakio (1910–1971), japanischer Schriftsteller
- Sara Itō (* 2001), japanische Fußballspielerin
- Satomi Itō (* 1988), japanische Mode- und Kostümdesignern
- Itō Sei (1905–1969), japanischer Schriftsteller
- Itō Seiichi (1890–1945), japanischer Admiral
- Shigeo Itō (* 1945), japanischer Tischtennisspieler
- Shingo Itō (* 1979), japanischer Fußballspieler
- Shin’ichi Itō (* 1966), japanischer Motorradrennfahrer
- Shinobu Ito (Musiker) (* 1951), japanischer Jazz- und Fusionmusiker
- Shinobu Itō (Fußballspieler) (* 1983), japanischer Fußballspieler
- Itō Shinsui (1898–1972), japanischer Maler und Holzschnittkünstler
- Shiori Itō (* 1989), japanische Journalistin, Autorin und Filmemacherin
- Shizuka Itō (* 1980), japanische Synchronsprecherin
- Itō Shizuo (1906–1953), japanischer Lyriker
- Shō Itō (* 1988), japanischer Fußballspieler
- Itō Shōha (1877–1968), japanische Malerin
- Shōji Itō (* 1980), japanischer Rugby-Union-Spieler
- Shun Itō (* 1987), japanischer Fußballspieler
- Shun’ya Itō (* 1937), japanischer Drehbuchautor und Regisseur
- Itō Sōhaku (1896–1945), japanischer Maler
- Suguru Itō (* 1975), japanischer Fußballspieler
- Itō Sukechika (?–1182), japanischer Krieger
- Itō Sukeyuki (1843–1914), japanischer Flottenadmiral
- Susumi Ito (1919–2015), US-amerikanischer Soldat

### T
- Tadahiko Itō (* 1964), japanischer Politiker
- Takami Itō (* 1971), japanischer Schriftsteller
- Takao Itō (Schauspieler) (1937–2024), japanischer Schauspieler
- Takao Itō (Sänger) (* 1951), japanischer Singer-Songwriter
- Takao Itō (Skispringer) (* 1952), japanischer Skispringer
- Takao Itō (Jurist) (* 1962), japanischer Rechtswissenschaftler und Hochschullehrer
- Takeomi Itō (* 1971), japanischer Rugby-Union-Spieler
- Takeshi Itō (Schauspieler) (1962–2014), japanischer Schauspieler
- Takeshi Itō (Produzent), japanischer Produzent
- Takeshi Itō (Fußballspieler) (* 1987), japanischer Fußballspieler
- Taku Ito (* 1993), japanischer Fußballspieler
- Takuma Itō (* 1986), japanischer Fußballspieler
- Takumi Ito (Fußballspieler, Februar 2000) (* 2000), guamischer Fußballspieler
- Takumi Ito (Fußballspieler, Juli 2000) (* 2000), japanischer Fußballspieler
- Takuya Itō (Fußballspieler, 1974) (* 1974), japanischer Fußballspieler
- Takuya Itō (Fußballspieler, 1976) (* 1976), japanischer Fußballspieler
- Teruyoshi Itō (* 1974), japanischer Fußballspieler
- Itō Takeo (1889–1965), japanischer General
- Takanobu Itō (* 1954), japanischer Manager
- Tatsuhiko Itō (* 1998), japanischer Langstreckenläufer
- Tatsuma Itō (* 1988), japanischer Tennisspieler
- Tatsuo Itoh (1940–2021), japanisch-amerikanischer Hochfrequenztechniker und Hochschullehrer
- Tatsuya Itō (* 1997), japanischer Fußballspieler
- Tatsuya Itō (Politiker) (* 1961), japanischer Politiker
- Teruyoshi Itō (* 1974), japanischer Fußballspieler
- Tetsuya Itō (* 1970), japanischer Fußballspieler
- Itō Tōgai (1670–1736), japanischer Philosoph
- Tomohiko Itō (* 1978), japanischer Fußballspieler
- Tomohiro Itō (* 1982), japanischer Leichtathlet
- Itō Toshiyoshi (1840–1921), japanischer Vizeadmiral, Mitglied des Herrenhauses
- Toyo Ito (* 1941), japanischer Architekt

### Y
- Yasuhide Itō (* 1960), japanischer Dirigent und Komponist
- Itō Yōji (1901–1955), japanischer Ingenieurwissenschaftler
- Yoshihiko Itō, japanischer Skispringer
- Yoshio Itō (* 1907), japanischer Botaniker
- Yūichi Itō (* 1986), japanischer Tennisspieler
- Yūichirō Itō (* 1947), japanischer Politiker, Gouverneur von Kagoshima
- Yūji Itō (* 1965), japanischer Fußballspieler
- Yūki Itō (Cellist) (* 1989), japanischer Cellist
- Yūki Itō (* 1994), japanische Skispringerin
- Yukitoshi Itō (* 1993), japanischer Fußballspieler
- Yumi Itō (geb. Tsukiko Itō; * 1941), japanische Sängerin, siehe The Peanuts
- Yumi Ito (* 1990), Schweizer Jazzmusikerin und Schauspielerin
- Yuna Itō (* 1983), US-amerikanische Sängerin
- Yurika Itō (* 1991), japanische Ringerin
- Yūta Itō (* 1992), japanischer Fußballspieler
- Yuzuki Itō (* 1974), japanischer Fußballspieler